# Bulbine disimilis
Bulbine disimilis är en grästrädsväxtart som beskrevs av Graham Williamson. Bulbine disimilis ingår i släktet bulbiner, och familjen grästrädsväxter. Inga underarter finns listade i Catalogue of Life.